# Ашау-ім-Ціллерталь
Ашау-ім-Ціллерталь (нім. Aschau im Zillertal) — громада округу Швац у землі Тіроль, Австрія.
Ашау-ім-Ціллерталь лежить на висоті 567 м над рівнем моря і займає площу 20,27 км². Громада налічує 1732 мешканців.
Густота населення 85/км².
Громада Ашау розташована на виході з долини річки Ціллер. Крім головного селища Ашау до громади входять також численні розсіяні в долині хутори.
|                                             |
| Ашау-ім-Ціллерталь на мапі округу та землі. |

 Адреса управління громади: Dorfplatz 1, 6274 Aschau im Zillertal.